# ドンバス大隊
第2特務大隊ドンバス（だい2とくむだいたいドンバス、ウクライナ語: 2-й батальйон спеціального призначення НГУ «Донбас»）は、ウクライナ国家親衛隊の大隊のひとつ。第18旅団隷下。

## 概要
ドンバス危機以降の春にドンバスの親ロシア派分離主義勢力に対抗するため、地元ドンバスの住民によって義勇兵大隊のドンバス大隊として創設され、創設者のセンメン・センメンセンコは元ウクライナ軍予備役将校であり、彼や創設メンバーはウクライナ軍やソビエト連邦軍での戦闘経験があった。部隊はメンバーをインターネット、新聞、勧誘電話など様々な媒体で募集していた。集まったメンバーらはドニプロペトロウシク州に送られて訓練を受け、戦闘へと参加していった。
2014年6月、ウクライナ内務省管轄のウクライナ国家親衛隊に編入し、第2特務大隊ドンバスに改称した。
2014年8月、同部隊はイロヴァイスクの戦いに投入され、戦闘に参加した。またこの戦闘で、指揮をとっていたセンメン・センメンセンコが負傷した。
2015年4月2日、マリウポリ駐屯の第18特務連隊に配属された。
2016年9月9日、スラヴャンスク駐屯の第15独立連隊に転属された。
報告によると、2016年までに108人もの隊員が戦死しているという。
装備はAK-74やSVDなど。また、スペツナズに対抗する部隊とするため戦車や装甲車の配備も行われている。
『ウクライナ・クライシス』として映画化されている。

### ロシアのウクライナ侵攻
2022年2月から、ロシアのウクライナ侵攻のヴォルノヴァーハの戦いに投入された。
2022年5月、セヴェロドネツィクの守備をしていると推測されていた。

## 支援
ウクライナの富豪リナト・アフメトフにより支援を受けている 。また、初期の訓練教官はジョージア軍の退役軍人である。

## 編制
- 大隊本部（スラヴャンスク）
- 第1中隊
- 第2中隊
- 第3中隊

## ギャラリー

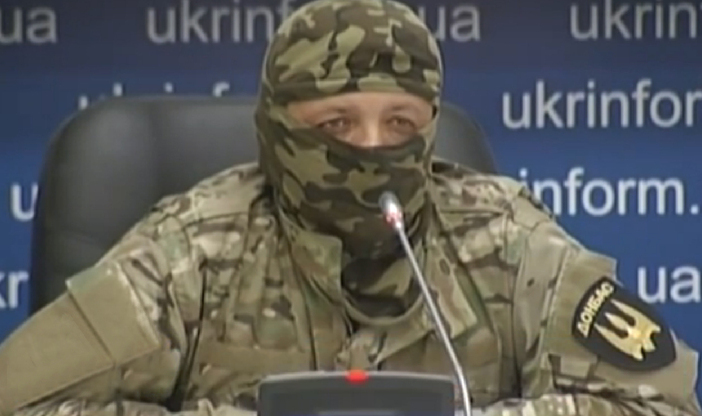
創設者のセンメン・センメンセンコ
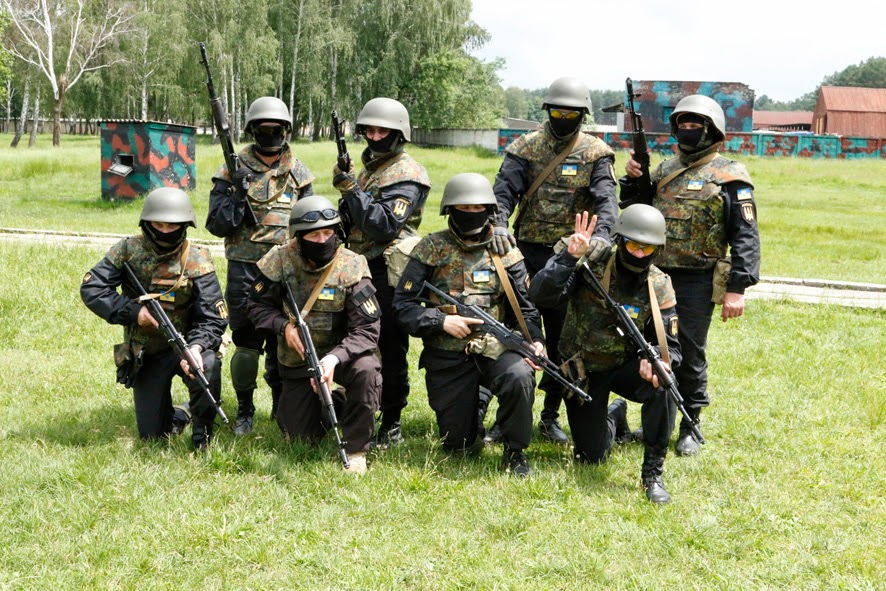
ドンバス大隊の隊員
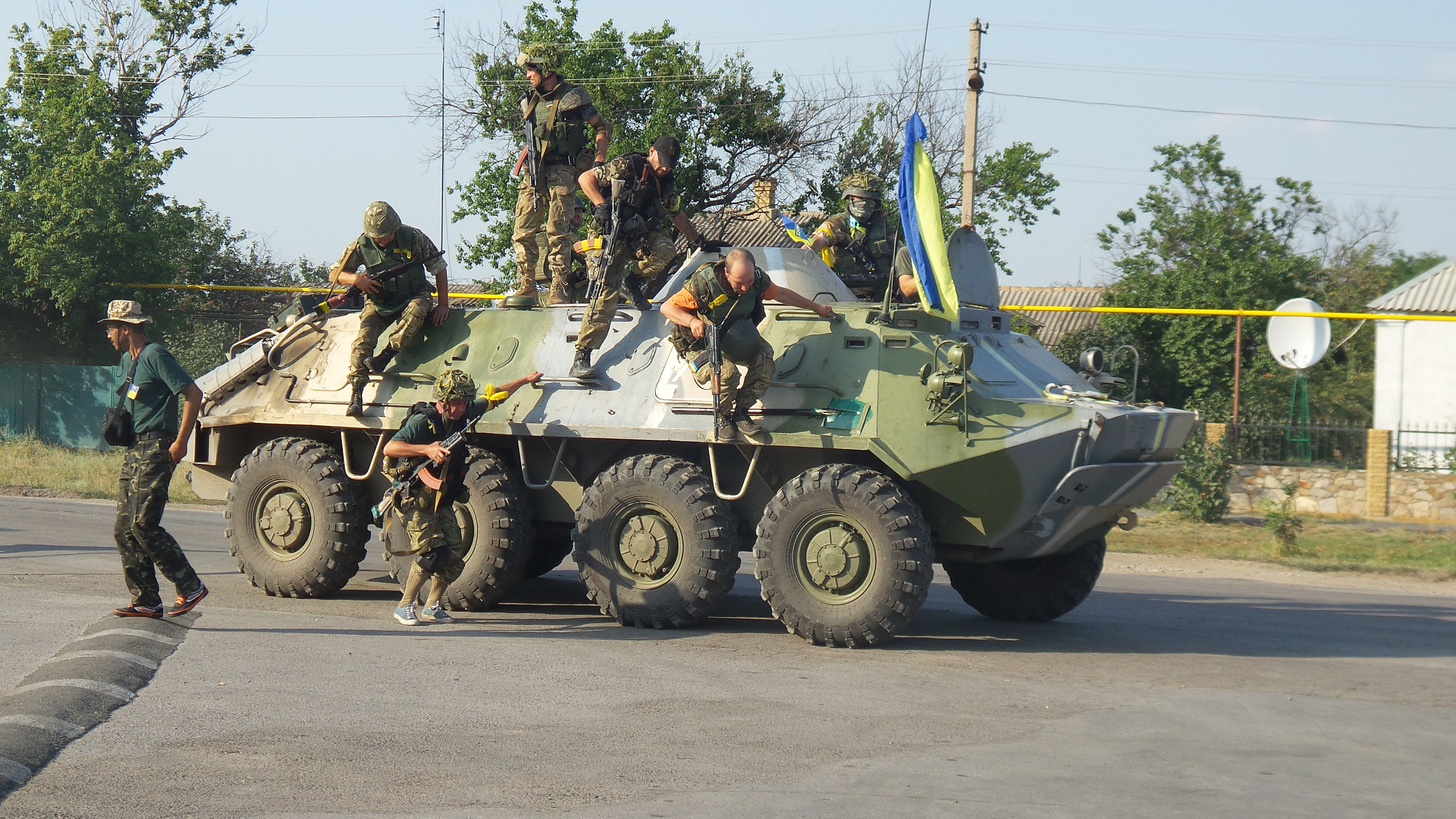
ドンバス大隊の装甲兵員輸送車
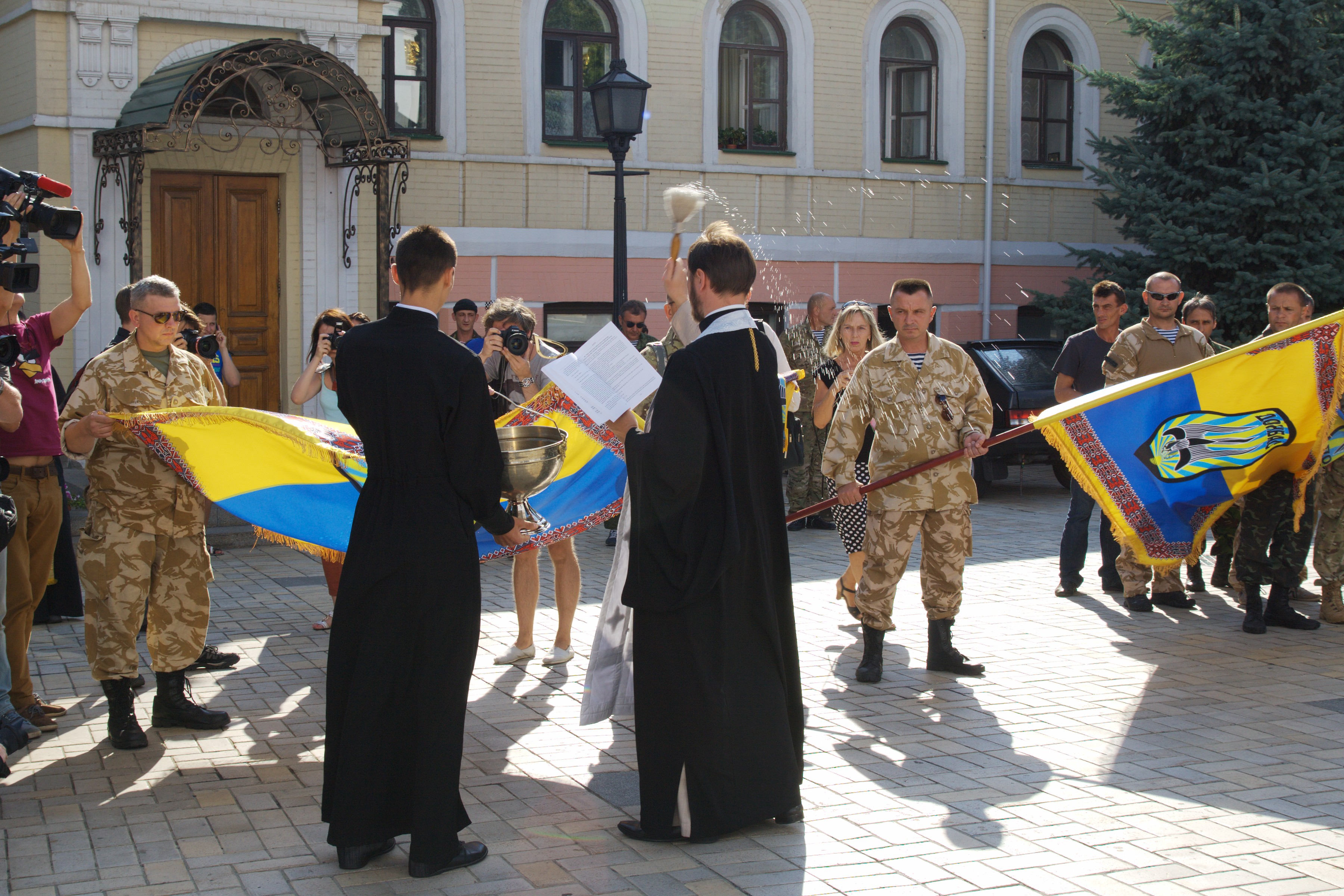
正教会の祝福を受ける隊員